# Roman Walczak
Roman Walczak (ur. 25 maja 1972 w Koninie) – polski duchowny katolicki, dyplomata watykański, prałat Honorowym Jego Świątobliwości.

## Życiorys
17 maja 1997, po ukończeniu studiów teologiczno-filozoficznych w Wyższym Seminarium Duchownym we Włocławku w tamtejszej bazylice katedralnej otrzymał święcenia kapłańskie z rąk bpa Bronisława Dembowskiego i został inkardynowany do diecezji włocławskiej. W 2006 rozpoczął przygotowanie do służby dyplomatycznej na Papieskiej Akademii Kościelnej.
W 2003 uzyskał licencjat, a w 2006 doktorat z prawa kanonicznego na Papieskim Uniwersytecie Laterańskim.
W 2008 rozpoczął służbę w dyplomacji watykańskiej początkowo jako chargé d’affaires, a następnie jako sekretarz nuncjatury w Liberii (2008-2011). W 2011 został pierwszym sekretarzem nuncjatury apostolskiej w Lizbonie. Był pierwszym sekretarzem nuncjatury apostolskiej w Wellington. W latach 2020–2023 pełnił  funkcję radcy Nuncjatury Apostolskiej we Włoszech i San Marino. Od 2023  pełni funkcję radcy nuncjatury w Hiszpanii.
28 marca 2013 z nominacji biskupa włocławskiego Wiesława Meringa został włączony do grona kanoników honorowych kapituły katedralnej włocławskiej. 1 lipca 2022 papież Franciszek mianował go radcą nuncjatury I klasy. W 2023 papież Franciszek mianował go prałatem honorowym Jego Świątobliwości.
Był konsultantem ds. liturgii oraz zagrał rolę sekretarza kardynała Wyszyńskiego w filmie Karol. Papież, który pozostał człowiekiem.

## Publikacje
- Symbolika i wystrój świątyni chrześcijańskiej: przewodnik po współczesnej architekturze wnętrz sakralnych według soborowych dokumentów Kościoła i aktualnego prawa kościelnego, Drukarnia i Księgarnia Świętego Wojciecha, ISBN 978-83-7401-274-4
- Rzymskie impresje, ISBN 978-83-7401-257-7

## Odznaczenia
- Krzyż Orderu "Pro Piis Meritis" – SMOM, 2012[6]